# 국제 농구 리그 (1999년)
국제 농구 리그(International Basketball League, IBL)는 미국의 농구 리그이다. 야구의 마이너 리그와 같은 개념이다. (즉, NBA가 메이저 리그 개념이라는 뜻이다.)

## IBL 참가했던 팀
- 볼티모어 베이러너스
- 신시내티 스터프
- 코네티컷 프라이드
- 게리 스틸헤즈
- 그랜드래피즈 훕스
- 라스베가스 실버 밴디츠
- 뉴멕시코 슬램
- 리치먼드 리듬
- 락포드 라이트닝
- 트렌턴 슛팅 스타즈
- 세인트 루이스 스웜
- 샌디에이고 스팅레이스
- 수폴스 스카이포스